# Euphorbia nayarensis
Euphorbia nayarensis är en törelväxtart som beskrevs av Victor W. Steinmann. Euphorbia nayarensis ingår i släktet törlar, och familjen törelväxter. Inga underarter finns listade i Catalogue of Life.